# S・F・X
『S・F・X』（エス・エフ・エックス）は、細野晴臣の7作目のオリジナル・アルバムである。1984年12月16日にテイチクのノン・スタンダードレーベルからリリースされた。ジャケット、インナーには『HARUOMI HOSONO with FRIENDS OF EARTH』とクレジットされている。

## 解説
YMO散開後初のソロ・アルバムで、日本で32ビートやデジタルシンセサイザーをいち早く導入した作品。
インナーには、「FRIENDS OF EARTH」という項目があり、録音機材が列記されていた。「FRIENDS OF EARTH」は、のちに細野が結成する音楽ユニットの名前となる。
後年の再発盤では、帯やケース背面のタイトル表記が「S-F-X」に変更されている。

## 収録曲の差異
当初「BODY SNATCHERS」が『SPECIAL MIX』仕様に差し替えられ、ミニ・アルバム『Making of NON-STANDARD MUSIC/Making of MONAD MUSIC』に収録された曲が追加されていたが、2001年11月21日リリースの再発盤から『Making of NON-STANDARD MUSIC/Making of MONAD MUSIC』の曲を別にリリースし、LP/カセットテープと同じ曲目に変更された。

## プロモーション
リリース当時、お正月映画の公開シーズンだった映画館などでCMが大量に放映された。

## 収録曲

### LP／カセットテープ
| 全作曲・編曲: 細野晴臣。 |                                             |                                       |            |      |
| #                        | タイトル                                    | 作詞                                  | 作曲・編曲 | 時間 |
| 1.                       | 「BODY SNATCHERS」(ボディー･スナッチャーズ) | 細野晴臣 英訳協力: ピーター・バラカン | 細野晴臣   | 5:50 |
| 2.                       | 「ANDROGENA」(アンドロジーナ)               | 細野晴臣                              | 細野晴臣   | 4:52 |
| 3.                       | 「SFX」                                     |                                       | 細野晴臣   | 5:54 |
| 合計時間:                | 合計時間:                                   | 合計時間:                             | 16:36      |      |

| 全作曲・編曲: 細野晴臣。 |                                                     |                                       |            |      |
| #                        | タイトル                                            | 作詞                                  | 作曲・編曲 | 時間 |
| 1.                       | 「STRANGE LOVE」(ストレンジ･ラブ)                   | 細野晴臣 英訳協力: ピーター・バラカン | 細野晴臣   | 5:53 |
| 2.                       | 「ALTERNATIVE 3」(第3の選択)                        |                                       | 細野晴臣   | 5:12 |
| 3.                       | 「DARK SIDE OF THE STAR」(地球の夜にむけての夜想曲) |                                       | 細野晴臣   | 5:37 |
| 合計時間:                | 合計時間:                                           | 合計時間:                             | 16:42      |      |

### CD（1985年盤, 1990年盤, 1996年盤）
| 全作曲・編曲: 細野晴臣。 |                                                                                 |                                       |            |      |
| #                        | タイトル                                                                        | 作詞                                  | 作曲・編曲 | 時間 |
| 1.                       | 「ノン・スタンダード・ミクスチュアー」(NON-STANDARD MIXTURE)                    |                                       | 細野晴臣   | 7:05 |
| 2.                       | 「ボディー･スナッチャーズ (スペシャル･ミックス)」(BODY SNATCHERS (SPECIAL MIX)) | 細野晴臣 英訳協力: ピーター・バラカン | 細野晴臣   | 5:52 |
| 3.                       | 「アンドロジーナ」(ANDROGENA)                                                   | 細野晴臣                              | 細野晴臣   | 4:54 |
| 4.                       | 「SFX」                                                                         |                                       | 細野晴臣   | 5:55 |
| 5.                       | 「ストレンジ･ラブ」(STRANGE LOVE)                                               | 細野晴臣 英訳協力: ピーター・バラカン | 細野晴臣   | 5:54 |
| 6.                       | 「第3の選択」(ALTERNATIVE 3)                                                    |                                       | 細野晴臣   | 5:10 |
| 7.                       | 「地球の夜にむけての夜想曲」(DARK SIDE OF THE STAR)                             |                                       | 細野晴臣   | 5:37 |
| 8.                       | 「ミディアム･コンポジションNo.1」(MEDIUM COMPOSITION; #1)                       |                                       | 細野晴臣   | 1:14 |
| 9.                       | 「ミディアム･コンポジションNo.2」(MEDIUM COMPOSITION; #2)                       |                                       | 細野晴臣   | 2:13 |
| 10.                      | 「ミロク」(3・6・9)                                                             |                                       | 細野晴臣   | 3:48 |
| 合計時間:                | 合計時間:                                                                       | 合計時間:                             | 47:42      |      |

### CD（2001年盤, 2008年盤, 2015年盤）
| 全作曲・編曲: 細野晴臣。 |                                                     |                                       |            |      |
| #                        | タイトル                                            | 作詞                                  | 作曲・編曲 | 時間 |
| 1.                       | 「BODY SNATCHERS」(ボディー･スナッチャーズ)         | 細野晴臣 英訳協力: ピーター・バラカン | 細野晴臣   | 5:50 |
| 2.                       | 「ANDROGENA」(アンドロジーナ)                       | 細野晴臣                              | 細野晴臣   | 4:52 |
| 3.                       | 「SFX」                                             |                                       | 細野晴臣   | 5:54 |
| 4.                       | 「STRANGE LOVE」(ストレンジ･ラブ)                   | 細野晴臣 英訳協力: ピーター・バラカン | 細野晴臣   | 5:53 |
| 5.                       | 「ALTERNATIVE 3」(第3の選択)                        |                                       | 細野晴臣   | 5:12 |
| 6.                       | 「DARK SIDE OF THE STAR」(地球の夜にむけての夜想曲) |                                       | 細野晴臣   | 5:37 |
| 合計時間:                | 合計時間:                                           | 合計時間:                             | 33:18      |      |

## 楽曲解説

### LP／カセットテープ／CD（2001年盤, 2008年盤, 2015年盤）
1. BODY SNATCHERS - ボディー･スナッチャーズ
  - 途中のヴォイスは久保田麻琴、サンディー、バラカン、カーティス・ナップによる。
2. ANDROGENA - アンドロジーナ
  - バックヴォーカルは越美晴。
3. SFX
  - 急逝したフランソワ・トリュフォーに捧げられた曲。フェンダーベースで西村麻聡が参加。インナーの歌詞に当たる部分には制作にあたって影響を受けたSF映画が列記されている。
4. STRANGE LOVE
5. ALTERNATIVE 3 - 第3の選択
6. DARK SIDE OF THE STAR - 地球の夜にむけての夜想曲

### CD（1985年盤, 1990年盤, 1996年盤）
1. ノン・スタンダード・ミクスチュアー - NON-STANDARD MIXTURE
  - ミニアルバム『Making of NON-STANDARD MUSIC/Making of MONAD MUSIC』収録曲。
2. ボディー･スナッチャーズ (スペシャル･ミックス) - BODY SNATCHERS (SPECIAL MIX)
3. アンドロジーナ - ANDROGENA
4. SFX
5. ストレンジ･ラブ - STRANGE LOVE
6. 第3の選択 - ALTERNATIVE 3
7. 地球の夜にむけての夜想曲 - DARK SIDE OF THE STAR
8. ミディアム･コンポジションNo.1 - MEDIUM COMPOSITION; #1
  - ミニアルバム『Making of NON-STANDARD MUSIC/Making of MONAD MUSIC』収録曲。
9. ミディアム･コンポジションNo.2 - MEDIUM COMPOSITION; #2
  - ミニアルバム『Making of NON-STANDARD MUSIC/Making of MONAD MUSIC』収録曲。
10. ミロク - 3・6・9
  - ミニアルバム『Making of NON-STANDARD MUSIC/Making of MONAD MUSIC』収録曲。

## クレジット

### FRIENDS OF EARTH
- ROLAND MC-4
- ROLAND TR-909, 808
- KORG SDD-100
- NEXT DO-1200
- YAMAHA DX-7
- PROPHET-5
- EMULATOR
- DRUMULATOR
- LINN DRUM
- KURZWEIL (LEO Instrumental Service)
- FOSTEX DOLBY-C
- SONY PCM 3324, 1610